# بیلی پایپر
بیلی پایپر (انگلیسی: Billie Piper؛ زاده ۲۲ سپتامبر ۱۹۸۲) یک هنرپیشه، رقصنده و خواننده اهل انگلستان است. وی از سال ۱۹۹۶ میلادی تاکنون مشغول فعالیت بوده‌است.

## بخشی از فیلمشناسی
از فیلم‌ها یا برنامه‌های تلویزیونی که وی در آن نقش داشته‌است می‌توان به آثار زیر اشاره کرد.
- اویتا (فیلم) (۱۹۹۶)
- شهر روشنایی‌های کوچک (۲۰۱۶)
- هیاهوی بسیار برای هیچ (۲۰۰۵)
- بچه کلسیم (۲۰۰۴)
- دکتر هو (۲۰۰۵–۲۰۱۳)
- تخت‌گاز (مجموعه تلویزیونی ۲۰۰۲) (۲۰۰۷)
- داستان عامه‌پسند (مجموعه تلویزیونی) (۲۰۱۴–۲۰۱۶)